# مشتق آب‌وهوا
مشتق آب و هوا، (به انگلیسی: Weather derivative) به ابزار مشتقه‌ای گویند، که برخی از شرکت‌ها، در راستای استراتژی مدیریت ریسک آن را بعنوان حصاری در جهت عدم ضرر در شرایط آب و هوایی نامناسب، خریداری می‌کنند. در  بسیاری از شرکت‌ها سود و زیان بسته به شرایط جوی بوده و هوای نامناسب باعث ضرر دیدن شرکت می‌شود. در این شرکت‌ها ابزار مشتق آب و هوا خریداری شده و در صورت تغییر شرایط آب و هوایی مناسب، به شرایط بد (بارانی یا طوفانی) این مشتقات از طرف فروشنده نقد خواهد شد.